# Realdo Colombo
Matteo Realdo Colombo (Cremona, 1516 – Roma, 1559) è stato un anatomista e scienziato italiano.

## Biografia

### La giovinezza e gli studi
Nacque a Cremona, il padre era un farmacista, Antonio Colombo. Sebbene poco si sappia della sua giovinezza, è comunque noto che intraprese gli studi universitari a Milano e sembra che abbia continuato per qualche tempo l'attività del padre. In seguito abbandonò la professione di farmacista e divenne allievo del chirurgo Giovanni Antonio Lonigo, sotto il quale studiò per 7 anni. Nel 1538 si iscrisse all'Università di Padova, dove si mise in luce come straordinario studente di anatomia. Per i suoi meriti, gli fu assegnata la cattedra di Filosofia all'università. Nel 1542 tornò per qualche tempo a Venezia, per assistere il suo maestro, Lonigo.

### La carriera accademica

De re anatomica

Nel 1543 tornò a Padova per succedere ad Andrea Vesalio, che era partito per la Svizzera per sovrintendere alla stampa del suo capolavoro De humani corporis fabrica. Colombo rimase a Padova per due anni prima di trasferirsi a Pisa alla corte di Cosimo I de Medici. Mentre era a Pisa collaborò intensamente con Michelangelo. Egli intendeva lavorare con quest'ultimo per elaborare un testo di anatomia che rivaleggiasse con il De Fabrica di Vesalio, ma questo non si realizzò mai, probabilmente a causa dell'età ormai avanzata di Michelangelo. Nel 1548 Colombo assunse un incarico alla Sapienza di Roma,che mantenne fino alla morte, nel 1559. Poiché non era un attento seguace di Galeno, l'autorità riconosciuta in quel tempo nel campo dell'anatomia, e anche a causa delle sue pubbliche controversie con il venerato Vesalio e Gabriele Falloppio, Colombo non ha goduto di alta considerazione in Italia. 
Il suo nome resta legato all'opera De re anatomica (Venezia 1559), arricchita da un frontespizio attribuito al Veronese: un'opera memorabile, specie nelle parti riguardanti la descrizione della pleura, del peritoneo e del cristallino e per una significativa spiegazione fisiologica della digestione.

### Colombo e Vesalio
I rapporti tra Colombo e Vesalio non sono del tutto chiari. Si è spesso pensato che Colombo sia stato un discepolo di Vesalio, ma può darsi che in effetti non sia stato così. In ogni caso, essi cominciarono a diventare accaniti rivali a partire dal 1555. Mentre stava insegnando agli studenti di Vesalio nel 1543, Colombo mise in evidenza diversi errori commessi da Vesalio, soprattutto nell'attribuire le proprietà degli occhi bovini a quelli umani. Come Vesalio era stato molto criticato per le sue correzioni alla scienza di Galeno, così Colombo fu il primo a criticare Vesalio per i suoi stessi errori. Quando Vesalio tornò, rimase scandalizzato. Egli ridicolizzò pubblicamente Colombo, definendolo un "Ignorante" e dichiarando in diverse occasioni che "anche la minima conoscenza che Colombo abbia nel campo dell'anatomia, l'ha imparata da me". Malgrado le dichiarazioni di Vesalio, è probabile che Colombo sia stato un collega di Vesalio, piuttosto che un suo allievo. In primo luogo, nel De Fabrica Vesalio attribuisce molte delle sue scoperte a Colombo, che viene definito "un grande amico". Inoltre Vesalio e Colombo provenivano da carriere accademiche molto diverse. Vesalio era un esperto del sistema di Galeno ed aveva ricevuto la sua educazione scientifica a Lovanio, mentre Colombo aveva cominciato i suoi studi di anatomia come chirurgo. Infine, Colombo si riferisce spesso a Lonigo come suo maestro di chirurgia e anatomia, senza nominare mai Vesalio.
Fu Realdo Colombo a compiere l'autopsia su Ignazio di Loyola, fondatore dei Gesuiti.

### La disputa tra Colombo e Falloppio
Colombo pubblicò la sua unica opera, il De Re Anatomica, nel 1559, poco prima della sua morte. Molte delle scoperte riportate nel De Re Anatomica coincidono con quelle di Gabriele Falloppio, in particolare entrambi rivendicano di avere scoperto il clitoride. Falloppio pubblicò il suo libro, Observationes Anatomicae, nel 1561, ma affermò di avere scritto l'opera quattro anni prima. Questo però è improbabile, dal momento che l'opera di Falloppio contiene numerosi velati riferimenti al De Re Anatomica. Nel 1574 Leone Giovanni Battista Carcano (1536-1606), un allievo di Falloppio, accusò formalmente Colombo di plagio, anche se, dato che Colombo era morto ormai da più di dieci anni, non scaturì nessun seguito da queste accuse.

## Contributi all'anatomia
Colombo fece molte importanti scoperte nel campo dell'anatomia, compresa quella della circolazione polmonare, o piccola circolazione, che aprì la strada, qualche anno dopo, alla scoperta della circolazione del sangue da parte di William Harvey, contenuta nel suo capolavoro De Motu Cordis (1628). Secondo la visione tradizionale risalente a Galeno, il sangue passava tra i ventricoli del cuore attraverso i micropori del setto interventricolare e in questo modo il sangue venoso diventava sangue arterioso nel ventricolo sinistro, dove l'aria veniva fornita dalla vena polmonare. Durante la vivisezione di cani e altri animali, Colombo trovò ripetutamente solo sangue nella vena polmonare, e niente aria. Secondo il suo modello, il sangue venoso viaggiava dal cuore ai polmoni dove veniva mescolato con l'aria e poi tornava al cuore. Sebbene la permeabilità del setto fosse già stata smentita da Michele Serveto nel 1553 nella sua Christianismi restitutio e da Ibn al-Nafīs nel XII secolo, Colombo fu il primo a completare la teoria con valutazioni e osservazioni anatomiche originali. In aggiunta alla circolazione polmonare, Colombo scoprì anche che l'azione principale del cuore era la contrazione, piuttosto che la dilatazione, come si era pensato in precedenza. Entrambe queste scoperte furono più tardi confermate da William Harvey.
Molto citata è la denominazione e la descrizione da parte di Colombo del clitoride come "Amore di Venere, o Piacere che venga chiamato". Egli dichiarò: "potrebbe essere chiamato l'amore o la dolcezza della donna".

## Opere
- De re anatomica, Parigi, Andreas Wechel, 1572.

### Altro
- Carlo Colombero, COLOMBO, Realdo, in Dizionario biografico degli italiani, vol. 27, Roma, Istituto dell'Enciclopedia Italiana, 1982.
- Elizabeth D. Harwey (Winter, 2002). Anatomics of Rapture: Clitoral Politics/Medical Blazons. Signs 27(2):315-346.

### Realdo Colombo nella narrativa
- Federico Andahazi: El anatomista (romanzo), Buenos Aires 1997; traduzione italiana L'anatomista (1998), Frassinelli editore, 1998.